# Beto da Silva
Luiz Humberto da Silva Silva, noto anche come Beto (Lima, 28 dicembre 1996), è un calciatore peruviano, attaccante dell'ADT, in prestito dal Melgar, e della nazionale peruviana.

## Carriera

### Club
Nel gennaio del 2016 passa dallo Sporting Cristal al PSV, firmando un biennale con opzione per altri due anni. Viene aggregato allo Jong PSV.

### Nazionale
Dopo aver militato nelle selezioni Under-17 e Under-20, viene convocato per la Copa América Centenario negli Stati Uniti.

## Palmarès

### Club

#### Competizioni nazionali
- Campionato peruviano: 1

Sporting Cristal: 2014